# 甲府市立伊勢小学校
甲府市立伊勢小学校（こうふしりつ いせしょうがっこう）は、山梨県甲府市伊勢二丁目にある市立小学校。1924年（大正13年）4月1日に開校した。

## 学校周辺
- 南甲府駅
- 甲斐住吉駅
- 新平和通り
- 甲府中央郵便局
- 遊亀公園

## アクセス
- 南甲府駅より徒歩10分
- 甲府駅南口8番乗り場より01・02・16・22・27・32・62・64・65・66・70・72・75・76・77・78系統に乗車、伊勢小学校入口バス停下車徒歩5分
- 甲府駅北口3番乗り場より14・15・16・62・66系統に乗車、伊勢小学校入口バス停下車徒歩5分
- 甲府駅南口8番乗り場より57・60系統に乗車、伊勢小学校正門バス停下車徒歩1分